# Dentigryps curtus
Dentigryps curtus är en kräftdjursart som beskrevs av C. B. Wilson 1913. Dentigryps curtus ingår i släktet Dentigryps och familjen Caligidae. Inga underarter finns listade i Catalogue of Life.